# Zážitek
Zážitek je nějaká událost, kterou člověk ve svém životě prodělal (zažil) a kterou si z těch či oněch důvodů pamatuje delší dobu. Zážitky posléze obvykle tvoří základ osobních vzpomínek. Zážitek je tedy událost, která často bývá spojena s nějakou emocí (ať už kladnou, zápornou nebo i zcela neutrální). Mezi běžné zážitky patří kupříkladu dojmy spojené s cestováním, turistikou, sportováním, emoce spojené s první velkou láskou, s narozením dítěte, s úmrtím blízké osoby, zážitky získané během školní docházky či vojenské služby apod.

## Zážitkové agentury
Zážitkové agentury nabízí lidem možnost zprostředkovaní nejrůznější aktivit, ať už zábavných, poznávacích či adrenalinových.
Rozsah a náplň těchto zážitků je ovlivňována zejména kupní silou zákazníků a poptávkou. Mezi adrenalinové akce patří například tandemový seskok z více než 4000 metrů nebo canyoning. Další možnou aktivitou je stát se na den určitou profesí (pilot letadla, řidič rychlého vozu či formule 1, speleolog, bagrista, tankista). Zážitkové agentury rovněž zprostředkovávají lety horkovzdušným balonem či malým letadlem, z jehož paluby se dá pozorovat krajina, nebo noc strávená na zámku či výlet do exotické destinace, případně welness pobyty. Těchto romantických příležitostí bývá využíváno jako příležitost k žádosti o ruku či oslavě výročí.
Služby zážitkových agentur bývají využívány jako netradiční dárek. Lze zakoupit konkrétní službu či univerzální certifikát, který potom obdarovaný může uplatnit dle svého vkusu.